# جائحة فيروس كورونا في جمهورية الكونغو الديمقراطية
توثق هذه المقالة آثار جائحة فيروس كورونا 2019–2020 في جمهورية الكونغو الديمقراطية، وقد لا تضمن جميع الاستجابات والقياسات والإجراءات الرئيسية حتى الآن.
حتى 29 مارس 2020، بلغ مجموع الحالات المؤكدة في جمهورية الكونغو الديمقراطية 65 حالة وست وفيات وحالتي شفاء. وأعلن الرئيس فليكس تشيسكيدى حالة الطوارئ في 24 مارس، فضلاً عن حجر صحي على العاصمة كينشاسا، التي «أجلت» بعد ذلك.

## خلفية
في 12 يناير 2020، أكدت منظمة الصحة العالمية (WHO) أن فيروس تاجي جديد كان سببًا لمرض تنفسي لمجموعة من الأشخاص في مدينة ووهان، مقاطعة خوبي، الصين، والذين كانوا قد لفتوا انتباه منظمة الصحة العالمية في البداية في 31 ديسمبر 2019. رُبطت هذه المجموعة في البداية بسوق هوانان للمأكولات البحرية بالجملة في مدينة ووهان. ومع ذلك، فإن بعض الحالات الأولى التي أظهرت نتائج مختبرية لا صلة لها بالسوق، فمصدر الوباء غير معروف.
على عكس السارس لعام 2003، كانت نسبة إماتة الحالات لـ كوفيد-19  أقل بكثير، لكن انتقال العدوى كان أكبر بكثير، مع إجمالي عدد الوفيات. عادة ما يظهر كوفيد-19 في حوالي سبعة أيام بأعراض شبيهة بالإنفلونزا يُظهرها بعض الأشخاص حيث تتطور إلى أعراض الالتهاب الرئوي الفيروسي الذي يتطلب الدخول إلى المستشفى. اعتبارًا من 19 مارس، أصبح كوفيد-19 يُصنف على أنه «مرض معدي عالي الأثر».

## التسلسل الزمني

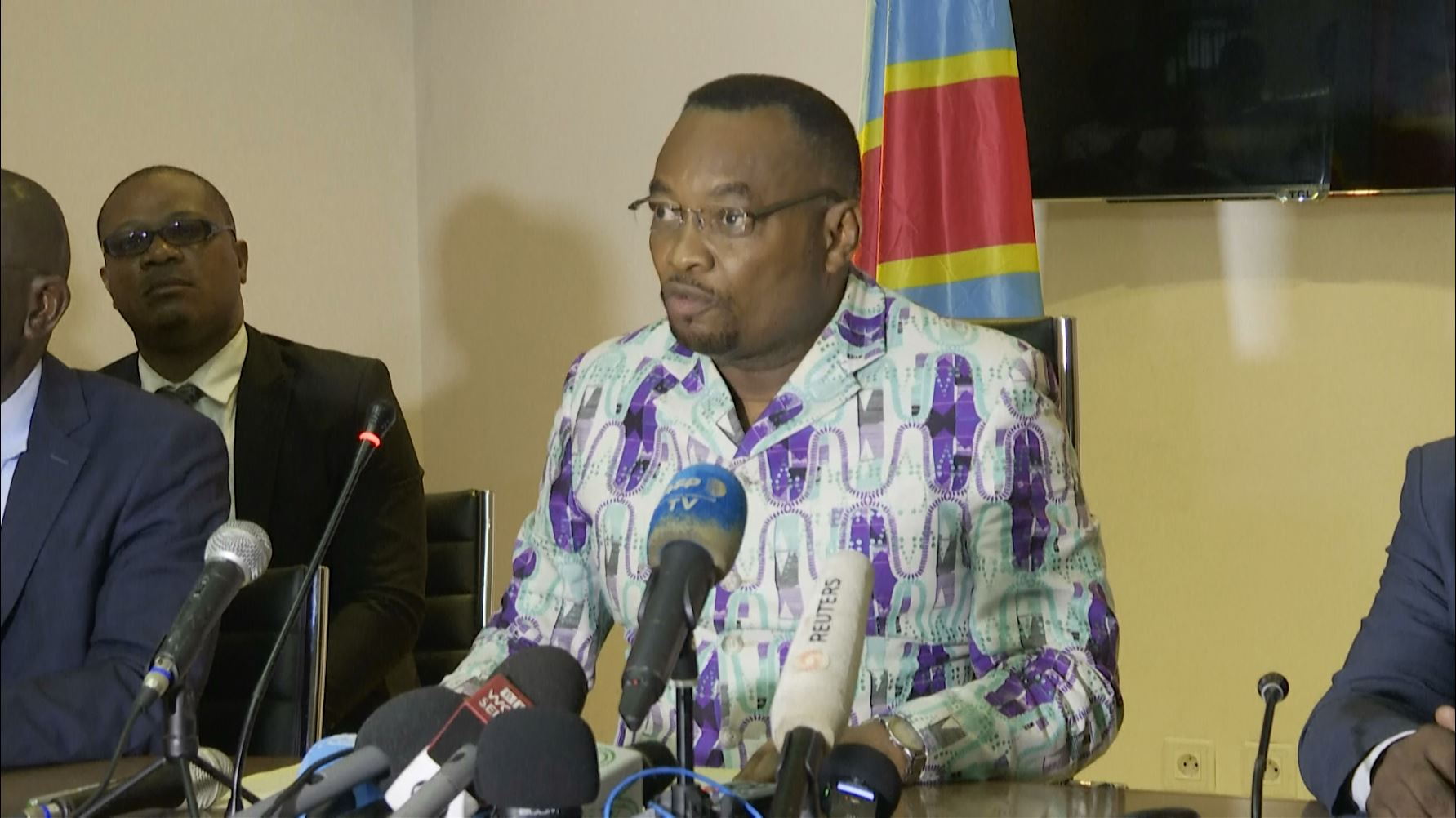
مؤتمر صحفي لوزير الصحة إيتيني لونغوندو، ، للإعلان عن تحديد الحالة الأولى من COVID-19 في جمهورية الكونغو الديمقراطية.

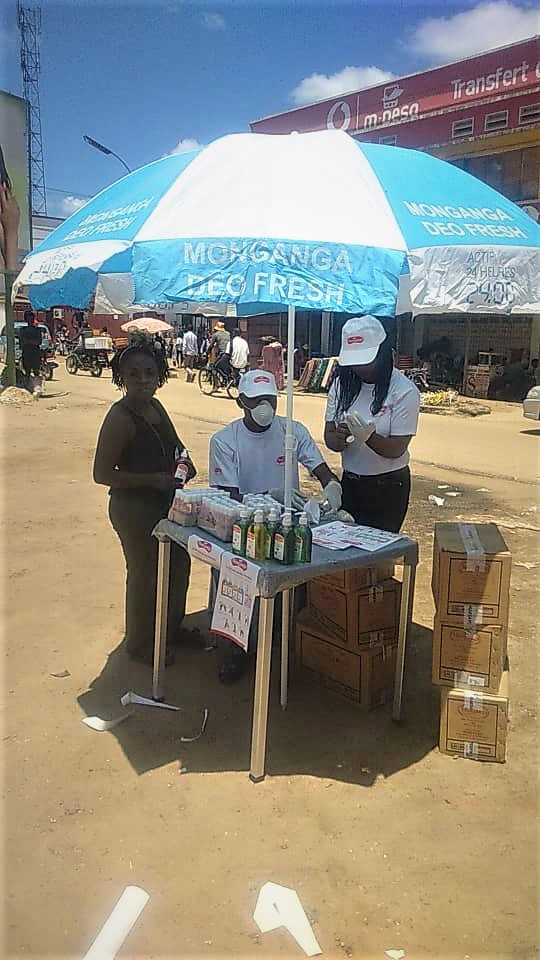
ارتداء الأقنعة والمطهرات في كينشاسا في.

- في 10 مارس 2020، بُلِّغ عن أول حالة في البلاد.[6] والحالة هي مواطن بلجيكي زار البلد وتم عزله فيما بعد في مستشفى في كينشاسا. وصرح وزير الصحة في جمهورية الكونغو الديمقراطية، إيتيني لونغوندو، إن الوضع «تحت السيطرة» وأنه «لا داعي للذعر».[7][8]
- وأكدت الحالة الثانية لمواطن كاميروني في البلاد عاد من فرنسا في 8 مارس. في البداية لم تظهر عليه الأعراض، لكنها ظهرت لاحقًا وهو الآن في مستشفى في كينشاسا.[9][10]
- في 17 مارس 2020، رغم أن جمهورية الكونغو الديمقراطية لم تُسجل إلا ثلاث حالات من كوفيد-19 في كينشاسا، فقد انعقد مجلس استثنائي للوزراء،[11] وفي النهاية عيّن الرئيس فيليكس تشيسكيدي عالم الفيروسات جان جاك موييمبي، مدير معهد INRB. ومعروف بمكافحته فيروس الإيبولا، على رأس الاستجابة ضد الفيروس التاجي.[12] خلال هذا المجلس الاستثنائي نفسه، بدأت وزيرة الاقتصاد أكاسيا باندوبولا في إظهار الأعراض: ثم أظهرت هي وزوجها نتائج الاختبار إيجابية لـ كوفيد-19، بعد أن تلوثت من قبل مدير ديوان مجلس الوزراء الذي عاد من رحلة في فرنسا.[13] لم تظهر نتائج اختبار العديد من الوزراء الآخرين بعد هذا الاجتماع ما عدا وزير العدل، سيليستين توندا يا كاسندي، الذي أعلنها «سلبية».[14]
- في 19 مارس، أعلن فليكس تشيسكيدى عن تعليق جميع الرحلات الجوية من الدول المعرضة للخطر، وإغلاق جميع المدارس والجامعات في البلاد.[15]
- في 21 مارس، بينما كان لدى جمهورية الكونغو الديمقراطية 23 حالة من كوفيد-19، تركزت جميعها في العاصمة، أبلغ وزير الصحة عن أول حالة وفاة تتعلق بهذا المرض، والتي حدثت في كينشاسا. على الرغم من أنه لم يكشف عن اسم الضحية، تعتقد العديد من وسائل الإعلام أنه مدير مكتب وزير الاقتصاد.[14][16]
- في 22 مارس 2020،
  - أعلن عن حالتين مشتبه بهما بين ركاب طائرة تابعة لشركة الخطوط الجوية الكونغولية وصلت إلى لوبومباشي من كينشاسا. أصدر حاكم مقاطعة أوت كاتانغا، جاك كيابولا كاتوي، قرارًا بالحجر لمدة يومين على المقاطعة بأكملها.[17]
  - وفي النهاية أظهرت نتائج الاختبار للحالتين «سلبية» بعد ذلك ببضعة أيام.[18]
- في 23 مارس، دعا النواب كلوديل لوبايا، باتريك مويايا، جوفينال مونوبو، وكذلك السناتور فرانسين مويومبا، إلى وضع كينشاسا، موطن الوباء، في الحجر الصحي.[19][20]
- في 24 مارس 2020،
  - أعلن الدكتور جان جاك موييم، مدير الاستجابة للفيروس، أنه اختار استخدام الكلوروكوين لعلاج المرضى، وهو عقار مضاد للملاريا أظهر نتائج مشجعة في فرنسا والصين ضد كوفيد-19، ولكن هذا ليس بالإجماع.[21]
  - وفي نفس اليوم، أعلنت وزارة الصحة أن عدد الحالات المؤكدة يبلغ الآن 45 إصابة، مع حالتي وفاة وأول تعافي.[18]
  - في مساء اليوم، أصدر الرئيس فيليكس تشيسكيدي مرسومًا بحالة الطوارئ خلال خطاب متلفز، وكذلك عزل العاصمة كينشاسا.[22]
  - أكدت وفاة ثالثة في هذه الجائحة، وفاة جان جوزيف موكندي ومولومبا، رئيس نقابة المحامين والمستشار السياسي السابق للراحل إتيان تشيسكيدي (والد الرئيس).[23]
- في 26 مارس 2020،
  - بينما بقي الفيروس حتى الآن في وسط المدينة الثري بالعاصمة، أعلن جان جاك موييمبي أنه حددت أول حالة في مقاطعة شمال كيفو. أنكر كارلي نزانزو كاسيفيتا، حاكم المقاطعة، هذا التأكيد، واشار إلى أنه اكتشفت حالة في مقاطعة إيتوري، والتيستؤكد لاحقًا من قبل السلطات الصحية.[24]
  - وفي اليوم نفسه، حدد حاكم مقاطعة كينشاسا، جينتيني نغوبيلا، طرائق احتجاز العاصمة. سيكون «احتواءًا إجماليًا متقطعًا» بدءًا من 28 مارس، وبالتناوب أربعة أيام من الاحتواء الكلي ثم يومين حيث سيسمح بالتحركات للحصول على الإمدادات، بالتناوب لمدة ثلاثة أسابيع. تقول حركة الكفاح من أجل التغيير (لوشا) إنها تخشى «كارثة إنسانية أو أعمال شغب»، إذ إن هذه الإجراءات قادرة على خفض دخول العديد من السكان وتعريض البعض لخطر الموت جوعًا. استولى الذعر على السكان، وهوجمت محلات السوبر ماركت بطوابير بعدة مئات من الأمتار.[24][25]
- في 27 مارس 2020، سُجلت أول حالة خارج كينشاسا، في مقاطعة إيتوري. في اليوم نفسه، قرر حاكم كينشاسا أخيراً تأجيل حجز العاصمة إلى تاريخ غير محدد، مشيراً إلى مشكلة ارتفاع أسعار السلع الأساسية، فضلاً عن خطر انعدام الأمن.[26] انتقد هذا الارتباك بشكل خاص الكاردينال أمبونجو  [لغات أخرى]‏، الذي يرى أن «هذا الوضع ببساطة لا يطاق. لا تلعب بحياة شعبنا»[24]
- في 31 مارس 2020، كشف عن الحالة الأولى في غوما، في شمال كيفو وهو نيجيري يعمل في منظمة إنسانية.[27][28]
- في 2 أبريل 2020، أعلن حاكم كينشاسا عن إجراءات احتواء جديدة للعاصمة، والتي ستؤثر في النهاية فقط على بلدة غومبي، المركز الإداري والتجاري في كينشاسا، لمدة أسبوعين اعتبارًا من 6 أبريل. هذه الإجراءات الجديدة متنازع عليها وتدعو العديد من الشخصيات والمنظمات لاحتواء كينشاسا بالكامل للحد من انتشار الفيروس، مثل حركة الكفاح من أجل التغيير (Lucha) أو وزير الصحة السابق، فيليكس كابانج نومبي.[29][30]
- في 3 أبريل 2020،
  - أعلنت السلطات الصحية أنها اكتشفت أيضًا أول حالة في بيني (شمال كيفو)، وهي نقطة ساخنة في وباء الإيبولا: كونغولي يبلغ من العمر 46 عامًا عاد من دبي وعبر أوغندا. وفي اليوم نفسه، حدد غوما حالتين جديدتين، بما في ذلك مريض عاد من كينشاسا.[31][32]
  - قررت سلطات المقاطعة بعد ذلك عزل غوما وبيني ومدينة بوتيمبو عن بقية مقاطعة شمال كيفو لمدة أسبوعين اعتبارًا من 6 أبريل.[33]

## محاربة الفيروس

### النظام الصحي والتوصيات
تبدو جمهورية الكونغو الديمقراطية، المتضررة من وباء الإيبولا في كيفو منذ عام 2018، أفضل استعدادًا من ذي قبل لمواجهة الأوبئة الجديدة، خاصة في شرق البلاد حيث تم وضع عادات جديدة: اختبارات درجة حرارة في الحدود، والإبلاغ عن الحالات المشتبه فيها من قبل المراكز الصحية، وتوعية المجتمعات المحلية، وتدريب العاملين الصحيين. كما تم افتتاح مختبر جديد ببنية تحتية متطورة لإدارة الأوبئة في نهاية فبراير 2020: يقع داخل المعهد الوطني لبحوث الطب الحيوي (INRB) في كينشاسا، بتمويل من اليابان. سيكون المعهد أيضًا الهيكل الذي سيجري معظم الاختبارات التي تمكن من تحديد المرضى الذين يعانون من الفيروس التاجي الجديد في جمهورية الكونغو الديمقراطية.

ومع ذلك، في حين تم التعرف على الحالات الأولى في كينشاسا منذ 10 مارس 2020، فإن عالم الفيروسات جان جاك موييمبي (مدير المهد والمكتشف المشترك لفيروس إيبولا في عام 1976) يقدر، في مقابلة مع صحيفة لو موند الفرنسية نُشر في 13 مارس 2020، بأن جمهورية الكونغو الديمقراطية ليست مجهزة بما يكفي للتعامل مع هذا الوباء، على الرغم من تحضيره بسبب الإيبولا:«بصراحة، نحن لسنا مستعدين. واجه السكان في شرق البلاد الإيبولا، فهموا تكلفة الأرواح البشرية والتكلفة الاقتصادية. لكن في الغرب وكينشاسا، يبدو الإيبولا بعيدًا جدًا، لذلك عليك أن نفعل ذلك مرة أخرى، وبسرعة. لقد دخل الفيروس كينشاسا، ولا يجب أن يخرج.». ويقدر أيضًا أن 10٪ من السكان يمكن أن يصابوا وأن النظام الصحي به خلل:«قدراتنا الإدارية والإنعاش غير كافية. وأنا قلق أكثر من ذلك بالنسبة للموظفين الطبيين، الذين ليسوا مجهزين بشكل كاف»

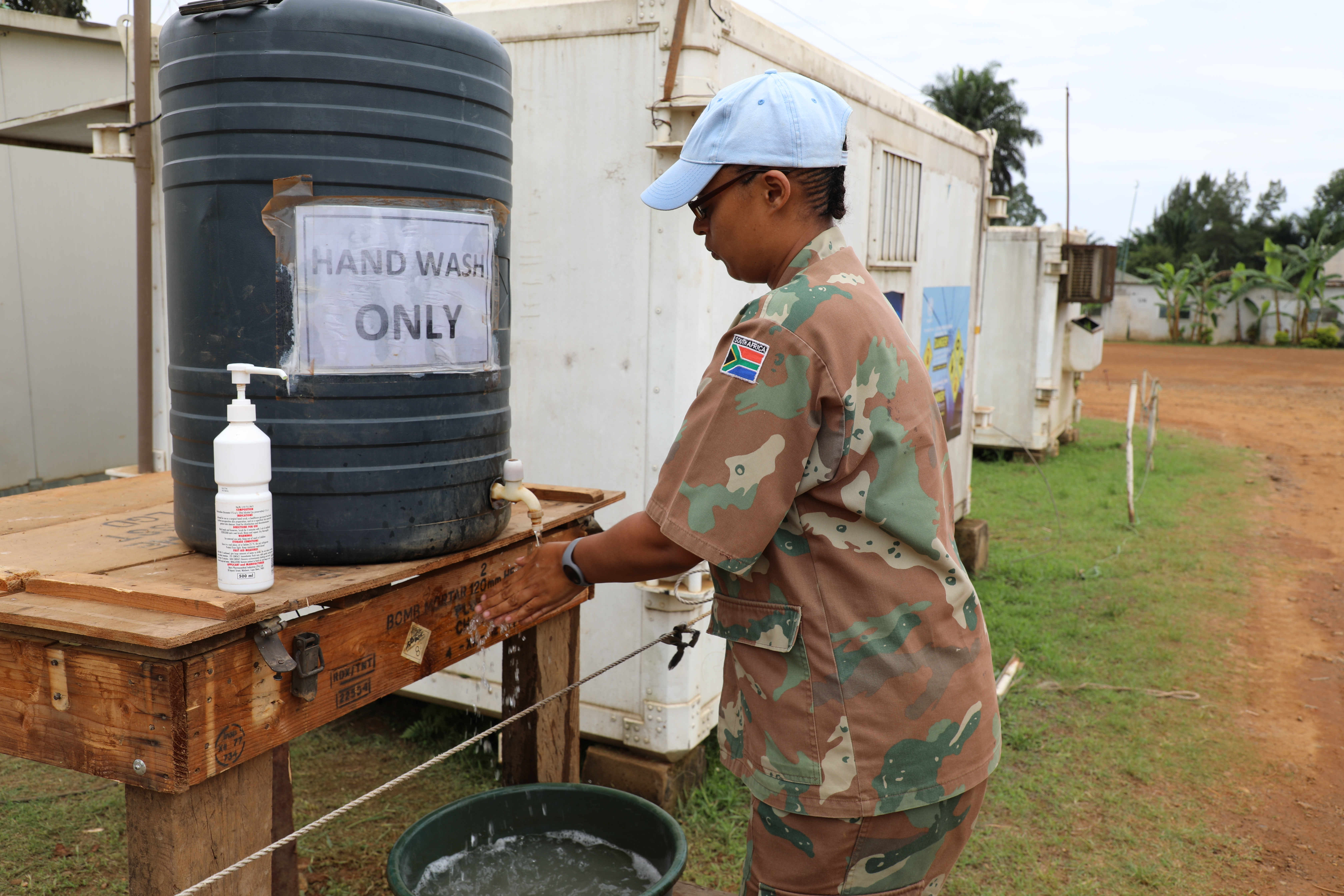
جندي من الوحدة الجنوب أفريقية في بعثة منظمة الأمم المتحدة لتحقيق الاستقرار في جمهورية الكونغو الديمقراطية تغسل يديها لتجنب انتشار الفيروس (إيماءات الحاجز) في في بيني (شمال كيفو).

لتعزيز «إيماءات الحاجز» وتدابير النظافة الصحية لإبطاء انتشار الفيروس، قامت الحكومة بطباعة ملصقات باللغة الفرنسية لزيادة الوعي بين سكان كينشاسا (مركز الوباء). ومع ذلك، لا يتحدث الكثيرون في كينوي هذه اللغة. ومن ثم يتم توزيع نشرات المشورة باللغة اللينجالا (باللغة المحلية) على السكان. لا تطبق إيماءات الحاجز كثيرًا، فالكثير من السكان ليس لديهم مياه جارية (غير قادرين على غسل أيديهم بانتظام) أو لا يحترمون الحد الأدنى للمسافة بين الأشخاص (المسافة الاجتماعية).
في 27 مارس ، أطلقت وزارة الصحة قناة تلفزيونية للتوعية "MINSANTE TV"، بالإضافة إلى موقع إلكتروني للمعلومات " stopcoronavirus.cd ".

## المعالجة

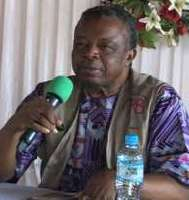
عالم الفيروسات جان جاك موييمبي، رئيسًا للاستجابة للوباء في جمهورية الكونغو الديمقراطية.

في 24 مارس 2020، أعلن عالم الفيروسات جان جاك موييمبي، الذي يرأس الاستجابة ضد الفيروس التاجي، أنه اختار استخدام الكلوروكوين لعلاج المرضى، وهو عقار مضاد للملاريا أظهر نتائج مشجعة في فرنسا والصين ضد Covid-19 ولكن ما لم يكن بالإجماع في المجتمع العلمي. في اليوم نفسه، في خطابه المتلفز الذي أعلن حالة الطوارئ، شجع الرئيس فيليكس تشيسكيدي إنتاج الكلوروكين «بكميات صناعية».
في 3 أبريل، أثار جان جاك مويمبي الجدل بإعلانه أن جمهورية الكونغو الديمقراطية قد تقدمت لاختبار لقاح جديد ضد Covid-19، يرفض بعض الكونغوليين اعتباره «خنازير غينيا». في مواجهة الانتقادات، حاول الطبيب طمأنة السكان في اليوم التالي، بقوله أن اللقاح سيتم اختباره أولاً في الولايات المتحدة أو الصين أو أوروبا قبل اختباره في جمهورية الكونغو الديمقراطية.

## الآثار

### ردود فعل الطبقة السياسية
في 15 مارس 2020، نشر مجلسا البرلمان الكونغولي (الجمعية الوطنية ومجلس الشيوخ) بيانًا مشتركًا يشير إلى أنهما سيعلقان أنشطتهما من 18 مارس إلى 5 أبريل بسبب الوباء.
تأثرت الحكومة مباشرة بالفيروس التاجي. خلال مجلس الوزراء الاستثنائي في 17 مارس، بدأ وزير الاقتصاد أكاسيا باندوبولا في إظهار الأعراض. ثم أختبرت هي وزوجها بشكل إيجابي لـ كوفيد-19، بعد أن تلوثت من قبل مدير مجلس الوزراء وشقيق الوزير، ديدي باندوبولا، الذي عاد من رحلة إلى فرنسا. توفي هذا الأخير بعد بضعة أيام، ليصبح أول كونغولي يستسلم لكوفيد 19. حللت عينات العديد من الوزراء الآخرين بعد هذا الاجتماع، ولكن فقط وزير العدل، سيليستين توندا يا كاسندي، الذي أعلنها «سلبية».
في 23 مارس 2020، حينما كان للبلاد لديها حوالي 40 حالة تتركز جميعها في العاصمة، اتصل كل من النواب كلودل لوبايا، باتريك مويايا، جوفينال مونوبو، وكذلك السيناتور فرانسين مويومبا، لوضع كينشاسا في الحجر الصحي.
في 3 أبريل 2020، انتقد فيليكس كابانج نومبي، وزير الصحة السابق وعضو الجبهة المشتركة للكونغو (ائتلاف الرئيس السابق جوزيف كابيلا)، قرار الحكومة بحصر بلدية لا جومبي فقط، وليس كل كينشاسا. كما يعتبر أن الحكومة لم تتمكن من مساعدة السكان الأكثر حرمانًا، ويعرب عن خوفه من رد فعل هؤلاء:«إذا بالغد، بدأنا في دفن أشخاص في كينشاسا مثلما يحدث في فرنسا وإيطاليا وأماكن أخرى، سيتحول نفس السكان إلى صانعي القرار ليخبروهم: إذا كنتم تعرفون، كان عليكم اتخاذ القرار في وقت مبكر».

### أخبار مزيفة

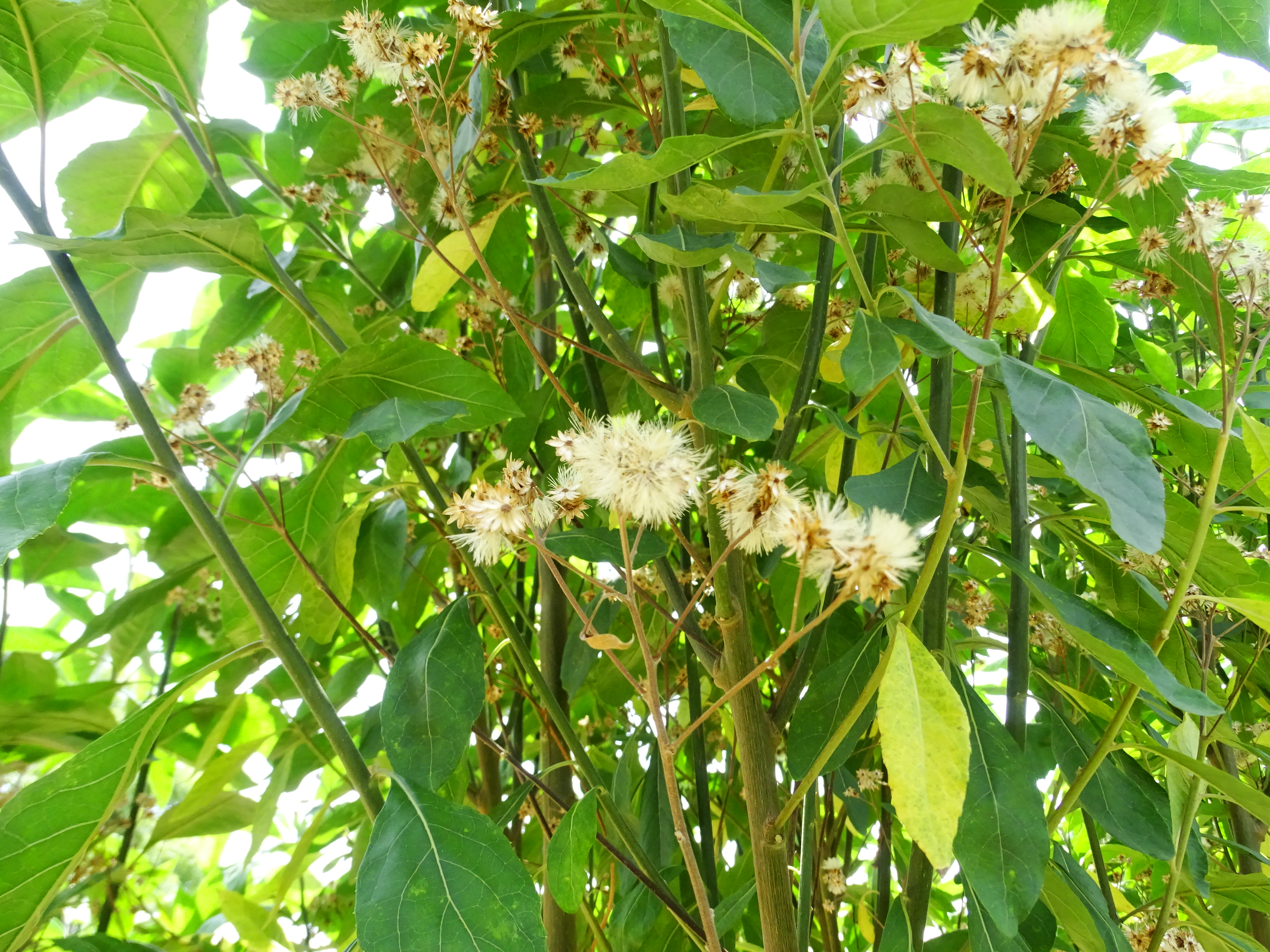
"Kongo bololo" (فيرنون المشترك)، والذي من شأنه أن يحصن ضد الفيروس التاجي وفقًا لشائعات مستمرة في جمهورية الكونغو الديمقراطية.

تنتشر أنباء كاذبة بشأن كوفيد-19 على نطاق واسع بين السكان، يعتقد بعض الكونغوليين على سبيل المثال أن الفيروس ببساطة غير موجود أو أنه سيؤثر فقط على الأشخاص البيض. حتى 10 مارس (يوم الإعلان عن الحالة الأولى)، تم تداول معلومات كاذبة على الشبكات الاجتماعية تشير إلى أن عالم الفيروسات جان جاك موييمبي يزعم أنه «لا يمكن أن يتأثر أصحاب الجلد الأسود بالفيروس التاجي». ونفى الأخير هذه المزاعم في 18 مارس لوكالة فرانس برس، مشيرا:«انها لا أساس لها من الناحية العلمية. والدليل أن لدينا سبع حالات وهذه الحالات كونغولية وسوداء. السود هم حساسون أيضًا للكوفيد كأصحاب البشرة البيضاء».
يعتقد بعض الكونغوليين أيضًا أن استهلاك كونغو بولولو (Kongo bololo) (فيرنون المشترك) من شأنه أن يحصن ضد الفيروس التاجي. ومنظمة الصحة العالمية (WHO) لا توصي بأي تطبيب ذاتي مع هذا النبتة، مشيرا إلى أنه لا يوجد أي دليل على أن استخدامها يمكن أن يمنع أو يعالج هذا المرض. توفي رجل يبلغ من العمر 30 عامًا أيضًا في 4 أبريل في جيمينا (جنوب أوبانجي) بعد التسمم بـ «كونغو بولولو»، بعد تناوله لحماية نفسه من الفيروس.
هذه الأخبار المزيفة ترجع إلى نقص المعلومات وكذلك إلى «عوائق» الحكومة في اتصالها بالأزمة (خطأ في جنسية المريض الأول، في موقع أول حالة خارج كينشاسا، وتأجيل الحجر للعاصمة)، مما يخلق عدم ثقة السكان تجاه السلطات، ويعتقد البعض أن الحكومة تكذب للإفراج عن الأموال.

### السياحة
في 23 مارس، قررت حديقة فيرونغا الوطنية إغلاق أبوابها للسياح حتى يونيو 2020، من أجل حماية الغوريلا من فيروس كورونا، تكون هذه الحيوانات عرضة لأمراض الجهاز التنفسي للبشر وفقًا للصندوق العالمي للطبيعة.